# Advanced Television Systems Committee

Digitale Rundfunkstandards weltweit

Advanced Television Systems Committee (kurz ATSC) ist eine US-amerikanische Organisation, die Standards für digitales Fernsehen festlegt. Sie wurde 1982 als Teil des Advanced Television Committee gegründet und hat ihren Sitz in Washington, D.C.
Die Standards des ATSC beinhalten Vorgaben für hochauflösendes Digitalfernsehen (HDTV), EDTV und qualitativ schlechteres Standard Digital Television (SDTV).

## Standards
Der ATSC-Standard soll das amerikanische NTSC-Fernsehsystem ersetzen. Die HDTV-Standards unter dem Dach des ATSC-Standards reproduzieren 16:9-Bilder mit einer maximalen Auflösung von 1920 × 1080 Pixeln, also einer fast sechsmal höheren Auflösung als der alte NTSC-Standard (640 × 480 / 720 × 486). Es sind aber wesentlich mehr Auflösungen in diesem Standard aufgelistet. Sechs SDTV-Kanäle, oder ein HDTV-Kanal und vier SDTV-Kanäle können auf einem 6 MHz breiten Fernsehkanal übertragen werden.
ATSC ist das nordamerikanische Pendant zum DVB-T-Standard. Alle großen Metropolen Amerikas haben mittlerweile auf ATSC umgestellt, aber die analogen Sendeanlagen senden im Simulcastbetrieb weiter, da man den ärmeren Bevölkerungsschichten, welche die Mehrheit der terrestrischen Zuschauer ausmachen, nicht von heute auf morgen das Fernsehsignal abschalten will. Die analogen NTSC-Fernsehübertragungen sollten am 17. Februar 2009 eingestellt werden. Mit dem am 11. Februar 2009 in Kraft getretenen DTV Delay Act wurde der Termin auf den 12. Juni 2009 verschoben. Das bezieht sich nur auf terrestrische Übertragungen. Kabel- und Satellitenübertragungen sind von dieser Maßnahme nicht betroffen.

### Modulationsverfahren
Der ATSC-Standard verwendet folgende Profile:
- 08-VSB: 19,39 Mbit/s (terrestrisch) 6 MHz Bandbreite.
- 16-VSB: 38,78 Mbit/s (Kabel) 6 MHz Bandbreite.

### Bildwiederholungsraten
Je nach Qualität variiert die Bildwiederholungsrate zwischen 24 Bildern (SDTV) und 60 Bildern pro Sekunde (HDTV).
| 0640 × 4800 (4:3 SDTV) interlaced           | 29,97 (59,94 Bilder/s) | 30 (60 Bilder/s) progressiv  | 23,976 | 24 | 29,97 | 30 | 59,94 | 60 |
| 0704 × 4800 (4:3 oder 16:9 SDTV) interlaced | 29,97 (59,94 Bilder/s) | 30 (60 Bilder/s) progressiv  | 23,976 | 24 | 29,97 | 30 | 59,94 | 60 |
| 0720 × 4800 (4:3 oder 16:9 SDTV) interlaced | 29,97 (59,94 Bilder/s) | 30 (60 Bilder/s) progressiv  | 23,976 | 24 | 29,97 | 30 | 59,94 | 60 |
| 1280 × 7200 (16:9 HDTV) progressiv          | 23,976                 | 24                           | 29,97  | 30 | 59,94 | 60 |       |    |
| 1920 × 1080 (16:9 HDTV) interlaced          | 29,97 (59,94 Bilder/s) | 30 (60 Bilder/s) progressive | 23,976 | 24 | 29,97 | 30 |       |    |

### Bildformate

Verbreitete Videoauflösungen

Es werden folgende Bildformate unterstützt:
SDTV
- 480i60, 480p30 (NTSC)

EDTV
- 480p60

HDTV
- 720i60
- 720p24, 720p30, 720p60
- 1080p24, 1080p30
- 1080i60